# Echo (personaje de Los 100)
Echo es un personaje de ficción de la adaptación televisiva de las novelas de Los 100 con el mismo nombre, en la cual es interpretada por Tasya Teles. Es una Guardia real de la nación de hielo, guerrera de tierra y espía de Azgeda. Es un personaje principal en la quinta, sexta y séptima temporada, después de aparecer inicialmente como un personaje recurrente en la segunda, tercera y cuarta temporada.

## Descripción general
En la segunda temporada, era una espía la guardia real de Azgeda que había sido atrapada en Monte Weather, donde se cosechó su sangre hasta que Bellamy y los demás la habían rescatado. Después de la caída de la montaña, la lealtad de Echo regresó a Azgeda, y ella participó en un plan para manipular a Skaikru y volar el Monte Weather a instancias de la Reina Nia en la tercera temporada.
En la cuarta temporada Echo se levantó contra Skaikru luego de la derrota de ALIE e insistó a Roan a no confiar en ellos. Ella permaneció leal a su gente solamente, hasta que Roan la desterró por hacer trampa durante el cónclave final. Echo intentó suicidarse por vergüenza, pero Bellamy la detuvo, y ella se fue al espacio con los otros sobrevivientes de la isla de Becca para escapar del Praimfaya.
Durante los seis años a bordo del Anillo, Echo se había acercado a sus compañeros y había entablado una relación con Bellamy. Ella, junto con el resto de Spacekru, regresó a la Tierra para encontrar a Clarke con vida. Echo se reconcilió con la mayoría de sus antiguos enemigos y participó en la Batalla por el Edén contra los prisioneros de Eligius IV, antes de escapar a la nave para evitar la bomba de Damocles. Después de enterarse de que la Tierra tardaría unos diez años en volver a ser habitable, Echo entró en el criosueño con el resto de sus amigos, pero se despierta 125 años después para descubrir que han sido traídos a un nuevo mundo habitable.
En la sexta temporada, se revela que el nombre de nacimiento de Echo es "Ash", y la Echo original era su mejor amiga cuando aún era una niña. La Reina Nia obligó a la verdadero Echo a matar a Ash, pero ella luego mató a la verdadera Echo en defensa propia. Sin embargo, dado que Sangedakru esperaba una niña llamada Echo, la reina Nia la obligó a Ash a tomar la identidad de Echo.
En la séptima temporada se embarca con Gabriel y Hope en una aventura por otros planetas para rescatar a Bellamy, quien ha sido secuestrado por "los discípulos".

## Adaptación de TV

### Segunda temporada (2015)
En "Coup de Grâce", Bellamy Blake (Bob Morley) despierta en la Cámara de la Cosecha de Monte Weather en una jaula al lado de Echo. Más tarde, cuando Echo es seleccionada para la cosecha, Bellamy la salva sacudiendo su jaula agresivamente para que lo lleven en su lugar. Echo luego mira a Bellamy mientras es cosechado y después de que Maya Vie viene a rescatar a Bellamy. Mientras lucha contra el sargento Lovejoy ella lo ayuda. En "Blood Must Have Blood (Part 1)", Bellamy cumple su promesa a Echo y regresa para liberarla. Bellamy le dice que hay un ejército terrestre afuera listo para atacar y que necesitan liberar a todos los terrestres dentro de Monte Weather. Después de que la Comandante acuerde una tregua con los Hombres de la Montaña, Echo es liberada junto con todos los demás dentro de Mount Weather.

### Tercera temporada (2016)
En "Ye Who Enter Here" Echo es enviada por la Reina Nia (Brenda Strong) para bombardear el Monte Weather, gracias a la información proporcionada por el último hombre de la montaña.

### Cuarta temporada (2017)
En el estreno de temporada "Echoes" Echo sostiene a Clarke (Eliza Taylor) a punta de espada cuando el Rey Roan (Zach McGowan) es encontrado gravemente herido. Ella no confía en las intenciones de la Gente del Cielo, a quien culpa por llevar a ALIE a la capital, causando la muerte de Ontari y el robo de la Llama. Ella quiere que el rey sea atendido por los propios curanderos de Azgeda. Después de que Bellamy aparece y exige que deje ir a Clarke, Echo le agradece a Clarke por destruir la Ciudad de la Luz y la libera. En "Heavy Lies the Crown", Ella cuestiona su decisión de Roan de gobernar como lo hizo Lexa (Alycia Debnam-Carey) al mantener a la Coalición unida. Echo va a espiar a Arkadia y se da cuenta de que Skaikru está reparando la estación Alpha para sobrevivir a la radiación. Ella considera esto como una traición al acuerdo entre Arkadia y el Rey Roan, ya que solo la gente del cielo se salvará de la tormenta nuclear. En retribución, Echo captura a Bellamy y Stevens que están cazando, los interroga y luego los devuelve a Roan como rehenes. En "A Lie Guarded", Echo tiene que encontrar a Octavia (Marie Avgeropoulos) e Indra (Adina Porter). Cuando encuentra a Octavia, se enfrentan en una batalla en la cual Echo le clava un espadazo a Octavia, quien cae por un barranco. Cuando regresa a Polis, le entrega la espada rota de Octavia a Bellamy. En "The Tinder Box", Echo y Bellamy salvan al Rey Roan y a Clarke de ser asesinados por Riley en el barranco. Echo, Roan y algunos de sus guerreros, junto con las fuerzas de Arkadia, se apresuran a regresar a Arkadia para encontrarlo envuelto en llamas y ser evacuado. En "DNR", Echo salva al Rey Roan de ser traicionado por Kane (Henry Ian Cusick), pero cuando Echo y Roan discuten sus planes para asaltar el templo, pero son interrumpidos por la 'llamada de ascensión'. En "Die All, Die Merrily", Echo luego mata en secreto al campeón de Blue Cliff y roba su máscara antes de disparar al campeón Sangedakru desde una ventana. Mata a varios guerreros, entre ellos Ilian. Cuando cae la noche, Bellamy le quita la máscara a Echo y procede a estrangularla. Pero es salvada por Roan, quien toma la medida drástica para expulsar a Echo de Azgeda y afirma que si gana el cónclave, entonces ella no tendrá un lugar en el búnker. Echo luego se va en desgracia. En "The Other Side" Echo se enfrenta a Octavia e Indra y amenaza con revelar su secreto a los clanes, diciendo que lo pagarán "con sangre". Pero cuando Echo se da vuelta para irse, Octavia contrarresta la amenaza de Echo con una de las suyas, diciendo que sabe que el Rey Roan desterró a Echo del Azgeda por hacer trampa durante el cónclave y que sería fácil demostrarlo. Octavia le dice a Echo que espere con ella e Indra a que Bellamy abra el búnker desde adentro. Al darse cuenta de que no tiene otra opción, sabiendo que Bellamy nunca dejará que su hermana muera, y sin duda recordando las acciones de Bellamy durante Monte Weather, Echo acepta el plan de Octavia. Finalmente cuando el bunker está abierto, es desterrada nuevamente por Octavia En "The Chosen" ella sigue en secreto a Bellamy, Clarke, Murphy (Richard Harmon) y Emori (Luisa d'Oliveira) que estaban en camino para salvar a Raven (Lindsey Morgan). Cuando Bellamy atropella a alguien con el Rover haciendo que se estrellen contra un árbol, algunos castigadores atacan al grupo y Echo sale de su escondite, monta un caballo y los ayuda a defenderse disparando con flechas. Bellamy y Clarke se sorprenden de Echo y le preguntan qué está haciendo, quien les pide que salven su vida. En el final de temporada "Praimfaya" ella ayuda a los demás a preparar el cohete antes de intentar suicidarse. Bellamy la detiene y la convence de venir con ellos. Finalmente llega al anillo con el resto.

### Quinta temporada (2018)
En el estreno de temporada "Eden", Echo pasó seis años en el espacio junto con Bellamy, Raven, Murphy, Emori, Monty (Christopher Larkin) y Harper (Chelsey Reist). Quienes ahora son su familia. Se revela que ella y Bellamy desarrollaron sentimientos el uno por el otro y ahora son pareja. En "Sleeping Giants" Echo ayuda a Bellamy y Raven a luchar contra el prisionero que se despierta mientras intentan robar combustible de la nave nodriza Eligius IV. Después de aterrizar en el suelo, Echo y el resto del grupo se quedan escondidos en el valle verde mientras Bellamy salva a Clarke. En "Shifting Sands", Echo, Madi, Monty y Harper se reúnen con Bellamy, Clarke, Octavia y el resto de Wonkru en Polis después de advertirles de un ataque con misiles de Diyoza (Ivana Miličević). Cuando Echo y Bellamy comienzan a besarse, tanto Octavia como Clarke no se sorprenden y no están felices por eso. En "Exit Wounds" Octavia expresa su resentimiento por Echo porque los traicionó espiando y haciendo trampa durante el cónclave, por lo que le da 24 horas para irse o de lo contrario pelearía en el foso de combate. Octavia le pide a Echo que demuestre su valía espiando a posibles desertores e informándoles. Echo está de acuerdo, pero después de escuchar algunas de las historias de los desertores sobre lo horrible que fue la vida en el búnker, simpatiza con ellos y se niega a decirle a Octavia quiénes son. En cambio, ella decide unirse a ellos como desertor. Bellamy quiere ir con ella, pero Octavia no lo deja. Afortunadamente, Echo y Octavia pueden llegar a un nuevo acuerdo. Están de acuerdo en que Echo llevaría la unidad flash de Monty a Raven en el Valle. En "Acceptable Losses" Echo se reúne con Raven en el valle. Ella le cuenta a Raven sobre el plan de Monty y Octavia, pero no tienen forma de llegar al barco. Ella admite a Diyoza que es una espía, pero se ofrece a espiarla. Echo se da cuenta de que la única forma de llegar al sistema informático es traicionar a Shaw (Jordan Bolger). A Raven no le gusta la idea, pero Echo va a Diyoza en contra de los deseos de Raven. Para demostrarlo, Echo le pide a Diyoza que la lleve a ella y a Raven al sistema informático de la nave. Mientras Raven está revisando el código para demostrar que fue una anulación manual iniciada por Shaw, Echo inserta la unidad flash en el servidor, dando a Monty el control sobre el satélite de los prisioneros. En "How We Get to Peace", Echo se da cuenta de que Diyoza no quiere a Shaw muerto porque es valioso para ellos, ya que es su único piloto y mecánico. Entonces, Echo tiene un plan para matar a Shaw para que Raven pueda tomar su lugar, quien al inicio se niega pero finalmente accede. En "Sic Semper Tyrannis" Echo todavía está planeando su movimiento para matar a Shaw, pero Raven invierte su posición. En cambio, a Raven se le ocurre un nuevo plan de escape al incitar una lucha interna entre la gente de Diyoza y McCreary. Y mientras los prisioneros luchan entre ellos, Raven y Emori apagarían los collares y luego escaparían con Shaw. Echo está de acuerdo y ayuda con el plan de Raven diciéndole a Diyoza que la gente de McCreary sabe que no quiere tratarlos y que está lista para la guerra. Con la ayuda de Murphy, el plan de Raven funciona perfectamente. Echo escapa con Raven, Shaw y Emori a las cuevas. En "The Dark Year", Echo llama a Bellamy para advertir a Wonkru que Clarke los traicionó a McCreary y ahora sus hombres están vigilando todas las entradas al valle. Sin embargo, Bellamy le revela que ya están en camino y que regresar no es una opción. Esto ejerce presión sobre Echo para que presente un nuevo plan. Spacekru sale a escanear el área y descubre los planes de McCreary. Cuando Echo es emboscada por los hombres de McCreary, Shaw aparece y los ayuda a derrotarlos, por lo que Echo decide no matarlo. Luego, Echo llama a Bellamy para informarle sobre el nuevo plan. En "Damocles - Part One", Cuando Marcus (Henry Ian Cusick) y Diyoza traicionan a Wonkru, Echo debe buscar a Madi para que los lidere nuevamente a través del barranco. En el valle, mientras están desactivando el collar de Madi, Clarke entra y amenaza con matarlos. Echo y Clarke luchan pero finalmente McCreary la detiene para interrogarla. Durante el interrogatorio, Echo se enfrenta a Clarke por traicionar a su gente y especialmente a Bellamy. Ella revela que Bellamy sobrevivió a la traición de Clarke en Polis solo para que Clarke lo traicionara nuevamente en el valle. Clarke finalmente acepta dejar que Madi escape con Echo para salvar a Bellamy. Echo con Madi, Murphy y Emori salvan a Bellamy, Indra (Adina Porter), Gaia (Tati Gabrielle) y Octavia en el barranco. En el final de temporada "Damocles - Part Two", Echo y Bellamy se encargan de proteger a Madi, para luego ir al barranco por un plan para vencer a los prisioneros. Cuando la bomba Damocles cae a la tierra, Echo se va en la nave de Eligius al espacio junto con sus amigos.

### Sexta temporada (2019)
En el estreno de temporada "Sanctum", Echo es elegida para estar en el primer grupo en ir al suelo, ella y sus amigos llegan a Sanctum y comienzan a explorar el castillo. En "Red Sun Rising", Echo se aísla con Emori a causa de la toxina del sol rojo, y al cabo que va haciendo efecto comienza a alucinar y se pone un sedante a ella misma para dormirse. En "The Children of Gabriel", Después de conocer a los ciudadanos de Sanctum, Echo se une a Raven, Octavia y Bellamy para llevar su nave de regreso a Sanctum. Ella se sorprende cuando Bellamy deja a Octavia para morir sola en el bosque. En "The Face Behind the Glass", En Sanctum, hay una celebración que implica el arrepentimiento y hacer las paces. Echo le pide a Bellamy que participe, pero él se niega, diciendo que tiene que soportar la carga de lo que ha hecho y que no puede dejarlo pasar fácilmente como ella. Después de ese comentario, Echo explica que ella no es una persona despiadada sin emociones. Solo se volvió así por el trauma que sufrió cuando era niña cuando fueron atacados por el ejército de Azgeda; ella le cuenta cómo vio a su propia familia ser brutalmente asesinada. Entonces, cuando la reina Nia la llevó a un duro entrenamiento con Azgeda, ella realmente no tenía mucha elección. Después de oír su historia, Bellamy se siente mal por ella. En "Memento Mori", Echo está molesto al saber que los Primes han estado usando Sangres Nocturnas como sus anfitriones para vivir para siempre. Ella pregunta dónde está Bellamy y se sorprende cuando Josephine (fingiendo ser Clarke), le dice que Bellamy fue a explorar lugares fuera de Sanctum sin ella. Ella va a buscarlo y se encuentra con un hombre atado por un árbol, con enredaderas que atraviesan su cuerpo. El hombre le ruega a Echo que le muestre misericordia dándole una muerte rápida, por lo que intenta matarlo, pero Jade la detiene. Llega a la conclusión de que Clarke ha sido reemplaza, por lo que va de regreso a Sanctum. Al llegar, Echo se decepciona cuando Bellamy confirma que Clarke está muerta. Echo quiere venganza, pero Bellamy la convence de que necesitan terminar el ciclo de sangre. En "The Old Man and the Anomaly", Cuando Madi tiene un plan para matar a los Primes, Echo acepta pero dice que podrían tener que matar a cualquier otra persona que se interponga en su camino. Echo y Bellamy se esconden en los arbustos en el campo para rescatar a Emori una vez que ella roba el EMP completo que usarían para atravesar el escudo de radiación. Cuando Bellamy y Josephine salen por el escudo, Echo se ofrece como voluntaria para regresar al palacio para salvar a sus amigos. En "Matryoshka", Echo chantajea a Ryker para que deje que ella y Gaia se escondan en sus habitaciones durante el bloqueo de Sanctum. Mientras está allí, ella trata de movilizar a los ciudadanos de Sanctum para que se levanten contra los Primes exponiendo la verdad sobre las resurrecciones. Después de enterarse de que Russell y Simone planean ejecutar a alguien del grupo, tiene que matar a Russell durante la ejecución. Pero Ryker la traiciona y la noquea cuando está a punto de salvar a los demás. En "Ashes to Ashes", Echo es arrestada por intento de asesinato durante la ejecución, y Russell le dice que será usada para traer de regreso a su esposa Simone. Una vez que el suero está listo, Ryker se lo inyecta Echo, convirtiéndola en una Sangre Nocturna. Cuando está a punto de ser asesinada, Echo le confiesa algo sobre ella. Ella revela que su nombre de nacimiento es Ash; y ella tenía una amiga llamada Echo. Cuando eran niñas, la reina Nia obligó a la verdadera Echo a luchar contra Ash como una prueba de lealtad. Cuando Echo finalmente venció a Ash, la reina Nia le pidió que terminara de matar a su amiga. Sin embargo, Ash empujó una flecha a través del estómago de Echo, matándola. Como Sangedakru esperaba una niña llamada Echo, la reina Nia le cedió a Ash la identidad de Echo. Después de contarle a Ryker la historia, Echo dice que la han borrado antes y le suplica a Ryker que la deje ir. Son interrumpidos por un golpe en la puerta que resulta ser Gaia y Miller (Jarod Joseph), quienes liberan a Echo. Después de levantarse, Echo mata a Ryker sin dudarlo. En "Adjustment Protocol", Echo, Gaia y Miller se esconden en el bar de Blythe Ann Workman mientras Priya se prepara para una ceremonia del Día del Nombramiento de todos los Primes muertos. Cuando llega Josephine, Echo se da cuenta de que es Clarke, por lo cual atacan a los guardias. Clarke actualiza a sus amigos sobre la situación y Echo se siente aliviada al escuchar que Bellamy está esperando con la caballería. En el final de temporada "The Blood of Sanctum", Echo, Bellamy, Octavia y varios hijos de Gabriel son capturados por los creyentes de los Primes. Cuando son salvados por Murphy y Emory, y todos sus amigos están a salvo, deciden salvar a los demás hijos de Gabriel atrapados por los creyentes junto con Bellamy, Gabriel (Chuku Modu), Octavia y Murphy. Luego de vencerlos se reencuentra con sus amigos recién llegados del espacio, a quienes se alegra de ver. Luego Bellamy, Octavia y Gabriel se dirigen al campamento de Gabriel en el que les muestra "la piedra de la anomalía", de la cual después de ingresar un código, desarma a Hope después de apuñalar a Octavia.

### Séptima temporada (2020)
En el estreno de temporada "From the Ashes", Echo ve como Bellamy es capturado por un enemigo invisible. Escapan junto con Gabriel por el bosque en busca de Bellamy, pero se encuentran con Hope, quien después de una pelea se une a la búsqueda. Cuando cae la noche, el trío es atacado con un arma de rayos, y se les ocurre un plan para derrotarlos. Van hacia un lugar en el que pueden tener un objetivo, pero antes de poder disparar, Echo alucina a causa de la anomalía y ve a Roan y a la verdadera Echo. Luego de vencer a tres soldados con los trajes de invisibilidad, Echo, Gabriel y Hope entran en la anomalía para encontrar a Bellamy. En "The Garden" , Echo, Gabriel y Hope llegan a Skyring, en donde investigan la cabaña en la que Hope vivió con Octavia y Diyoza. Se dan cuenta de que hay alguien allí, un prisionero el cual es su salida para abandonar ese planeta. Cuando Hope los guía hacia el bosque, Echo se entera de que ella sabe sobre cuando peleó contra Octavia en el barranco y la tiró por él. Luego de que Gabriel les cuente que Skyring es el planeta Beta, Echo encuentra la carta que Octavia le escribió a Bellamy pero Hope se la saca. Cuando Hope entristece leyéndola, Echo la consuela diciéndole que encontrarán la forma de salvar a Bellamy, Octavia y Diyoza.

## Desarrollo y recepción
El 26 de mayo de 2017, se dio a conocer que Tasya Teles fue promovida al elenco principal de la quinta temporada después de haber aparecido como una estrella invitada en las temporadas 2 y 3, y estar en un rol recurrente durante la temporada 4.